# Dicyphoma
Dicyphoma är ett släkte av tvåvingar. Dicyphoma ingår i familjen vapenflugor.
Kladogram enligt Catalogue of Life:
| Dicyphoma | \| \| Dicyphoma ryckmani \| \| \| \| \| \| Dicyphoma schaefferi \| \| \| \| |
|           | \| \| Dicyphoma ryckmani \| \| \| \| \| \| Dicyphoma schaefferi \| \| \| \| |
|           | Dicyphoma ryckmani                                                          |
|           |                                                                             |
|           | Dicyphoma schaefferi                                                        |
|           |                                                                             |